# Ingolf Diederichs
Ingolf Diederichs (* 13. April 1964 in Wismar; † 13. Januar 1989 in Berlin) war ein Todesopfer an der Berliner Mauer. Er versuchte die Grenzanlagen der Berliner Mauer zwischen den Stadtteilen Prenzlauer Berg und Wedding zu überwinden und verletzte sich tödlich bei dem Sprung aus einer fahrenden S-Bahn. Nach ihm kamen nur noch zwei weitere Personen an der Berliner Mauer ums Leben.

## Leben
Nach dem Abschluss der Schule absolvierte Ingolf Diedrichs eine Ausbildung zum Instandhaltungsmechaniker. Anschließend studierte er an der Technischen Universität Dresden Berufsschulpädagogik.

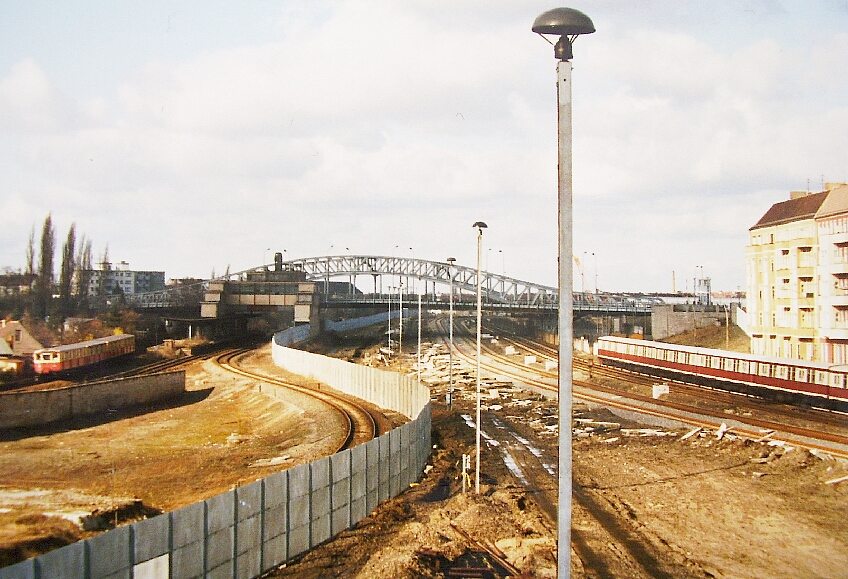
Blick auf die Bösebrücke mit den Grenzanlagen, rechts eine Ost-Berliner S-Bahn mit Fahrtrichtung Pankow

1989 beschloss er, aus der DDR zu fliehen. Seinen Fluchtversuch unternahm er am 13. Januar. Sein Plan sah vor, mit der S-Bahn von Pankow zur Schönhauser Allee zu fahren und an einer Stelle nahe der Bornholmer Straße während der Fahrt den Zug zu verlassen. An besagter Stelle lagen nur 20 Meter zwischen den S-Bahn-Gleisen und West-Berlin. Deswegen war die Grenze hier mit einer 5,40 Meter hohen Mauer gesichert, die Ingolf Diederichs mit einer selbst gebauten, mitgeführten Klappleiter überwinden wollte. Gegen 18.30 Uhr sprang Ingolf Diederichs aus der S-Bahn, blieb aber an dem Fahrzeug hängen und wurde mitgeschleift. Er verstarb unmittelbar an schweren Kopfverletzungen. Sein Leichnam wurde wenig später vom Triebwagenführer einer in Gegenrichtung fahrenden S-Bahn im Gleisbereich 10 Meter nördlich der Bösebrücke entdeckt.
Nach der deutschen Wiedervereinigung leitete die Staatsanwaltschaft Berlin 1994 Ermittlungen zu den Todesumständen ein, die vom Ministerium für Staatssicherheit als Unfall verschleiert wurden. Die Ermittlungen endeten mit dem Ergebnis, dass Fremdverschulden ausgeschlossen werden konnte.